# Resultados do Carnaval de Bragança Paulista em 2015
Resultados do Carnaval de Bragança Paulista em 2015.

## Grupo Especial
| Colocação | Escola                 | Pontos | Desempate          | Nota      | Ref.        |
| --------- | ---------------------- | ------ | ------------------ | --------- | ----------- |
| 1º        | Acadêmicos da Vila     | 298,5  | Comissão de frente |           | [ 1 ] [ 2 ] |
| 2º        | Nove de Julho          | 298,5  |                    |           | [ 1 ] [ 2 ] |
| 3º        | Dragão Imperial        | 298    |                    |           | [ 1 ] [ 2 ] |
| 4º        | Unidos do Lavapés      | 293,5  |                    |           | [ 1 ] [ 2 ] |
| 5º        | Sociedade Fraternidade | 237,8  |                    | Rebaixada | [ 1 ] [ 2 ] |

## Grupo de acesso
| Colocação | Escola                  | Pontos | Nota      | Ref.        |
| --------- | ----------------------- | ------ | --------- | ----------- |
| 1º'       | Águas Claras            | 191    | Promovida | [ 1 ] [ 2 ] |
| 2º        | Mocidade Júlio Mesquita | 131    |           | [ 2 ]       |